# Robert Graf (Kunsthistoriker)
Robert Graf (* 16. Juni 1878 in Graz; † 4. Mai 1952) war ein österreichischer Kunsthistoriker.

## Leben
Robert Graf ist der Sohn des ehemaligen Grazer Bürgermeisters Franz Graf. Er studierte nach seiner Matura in Graz Medizin, ohne das Studium abzuschließen. Danach wechselte er zur Kunstgeschichte und Archäologie, wo er 1909 promovierte. Nach seinem Studienabschluss reiste Graf durch die Welt und führte das Weingut der Familie. Allerdings verlor Familie Graf nach dem Ersten Weltkrieg den größten Teil ihres Vermögens, weshalb er auch ab 1924 als Beamter und Verwaltungsrat in der Brauerei Puntigam beschäftigt war. Daneben schrieb er Kunstkritiken und Einführungen für Kunstkataloge. Graf wurde auch als Kunstsammler bekannt, er sammelte vor allem Werke von Eduard Thöny.
Graf engagierte sich früh für den Nationalsozialismus. Er trat zum 1. April 1933 der NSDAP bei (Mitgliedsnummer 1.523.906) und betätigte sich im Rahmen der Österreichischen Kulturkorrespondenz für den Kampfbund für deutsche Kultur (Bildende Kunst). 1934 verfasste Graf das Lied der steirischen Nationalsozialisten und wurde nach eigenen Angaben 1937 aus
politischen Gründen verhaftet. In seinen Publikationen vertrat Graf bereits in den 1930er Jahren, vor dem sogenannten Anschluss, Positionen, die sich inhaltlich mit jenen des NS-Kunstideals deckten. Als führender, steirischer Mitarbeiter des Kampfbundes für deutsche Kultur exponierte er sich dezidiert nationalsozialistisch.
Nach dem Anschluss arbeitete Graf als Kunstkritiker bei der Zeitung Tagespost. Die Stadt Graz zeichnete ihn in der NS-Zeit mit dem Kunstpreis der Stadt der Volkserhebung Graz aus. Er wurde auf die Liste der im Reichsgau Steiermark besonders geförderten Künstler geführt. Sein Lyrikband Erinnerungen sowie die von ihm herausgegebene Broschüre der Kameradschaft steirischer Künstler und Kunstfreunde standen nach 1945 auf dem Index der verbotenen Schriften.

## Werke
- Rudolf Hofer, Graz, G. Hirth Verlag, München 1931.
- Kameradschaft steirischer Künstler und Kunstfreunde, Graz 1940 (gemeinsam mit Franz Matzak).
- Erinnerungen: Liebe, Krankheit, Vom Tode, Aufschwung (Gedichte), Leykam, Graz 1940.
- Leo Fellinger, ein steirischer Maler, Wien 1942.